# Samuele Ricci
Samuele Ricci (Pontedera, 21 de agosto de 2001) é um futebolista italiano que atua como meio-campista. Atualmente joga pelo Milan.

## Carreira no clube

### Empoli
Ricci passou pelas categorias de base do Empoli, onde atuou pelo time sub-19 na temporada 2018-19. Ele fez sua estreia profissional pelo Empoli em 21 de setembro de 2019, aos 18 anos, substituindo Leo Štulac na vitória por 1 a 0 sobre o Cittadella . No dia 3 de dezembro, estreou na Coppa Itália, na 4ª rodada perdeu por 1 a 0 para o Cremonese . Tornando-se titular, encerrou a temporada com 30 partidas no total.
Na temporada seguinte, o técnico Alessio Dionisi o utilizou principalmente como meia-campo . Em 18 de janeiro de 2021, marcou seu primeiro gol como profissional na vitória por 5 a 0 sobre a Salernitana . O Empoli terminou a temporada em primeiro lugar da segunda divisão e foi promovido à Série A, assim levando Ricci a ganhar o prêmio Manlio Scopigno, dado ao melhor jogador da temporada.
Em 21 de agosto de 2021, em seu aniversário de 20 anos, Ricci estreou na Série A na derrota em casa por 3 a 1 contra a Lazio . No dia 26 de setembro, ele marcou seu primeiro gol na Série A, na partida vencida por 4–2 contra o Bologna .

### Torino
Ricci foi emprestado ao Torino com opção de compra, em 30 de janeiro de 2022. Ele fez sua estreia pelo Torino em 27 de fevereiro do mesmo ano, na derrota por 1–2 contra a Cagliari. Ele terminou a temporada com 12 partidas pelo Torino e foi adquirido pelo clube.
Em 28 de janeiro de 2023, Ricci marcou seu primeiro gol pelo Torino, no empate por 2 a 2 fora de casa contra o ex-clube Empoli.
Ricci foi convocado pela primeira vez para a seleção sub-17 da Itália em dezembro de 2017 para um amistoso contra a seleção Fracesa sub-17 .
Ricci foi incluído na convocatória do Campeonato da Europa de Sub-17 de 2018 e disputou cinco dos seis jogos, incluindo quatro como titular. Na Final, ele marcou um gol da Itália no empate em 2 a 2, mas foi substituído, tendo a derrota para Holanda na disputa de pênaltis e terminando como vice-campeã.
No Campeonato da Europa de Sub-19 de 2019, Ricci foi titular nos três jogos, na eliminação da Itália na fase de grupos.
Em 13 de outubro de 2020, Ricci fez sua estreia pela seleção italiana sub-21, jogando como titular na vitória por 2 a 0 nas eliminatórias contra a República da Irlanda, em Pisa .
Ricci foi selecionado para a seleção principal da Itália para a Finalíssima de 2022 contra a Argentina em 1 de junho de 2022, e para as partidas da fase de grupos da Liga das Nações da UEFA de 2022–23 contra Alemanha, Hungria, Inglaterra e Alemanha entre 4 e 14 de junho de 2022.

## Estilo de jogo
Ricci é destro, atuando principalmente como volante ou meio-campista. Seu modelo de referência é Andrea Pirlo .

## Estatísticas de carreira

### Clube
- Atualizado até match played 3 June 2023[8]

| Clube               | Temporada         | Liga              | Liga        | Liga  | Copa da Itália | Copa da Itália | Continental | Continental | Total       | Total |
| Clube               | Temporada         | Divisão           | Aplicativos | Metas | Aplicativos    | Metas          | Aplicativos | Metas       | Aplicativos | Metas |
| ------------------- | ----------------- | ----------------- | ----------- | ----- | -------------- | -------------- | ----------- | ----------- | ----------- | ----- |
| Empoli              | 2019–20           | Série B           | 29          | 0     | 1              | 0              | -           | -           | 30          | 0     |
| Empoli              | 2020–21           | Série B           | 33          | 2     | 3              | 0              | -           | -           | 36          | 2     |
| Empoli              | 2021–22           | série A           | 21          | 1     | 3              | 0              | -           | -           | 24          | 1     |
| Empoli              | Total             | Total             | 83          | 3     | 7              | 0              | 0           | 0           | 90          | 3     |
| Torino (empréstimo) | 2021–22           | série A           | 12          | 0     | 0              | 0              | -           | -           | 12          | 0     |
| Torino              | 2022–23           | série A           | 28          | 2     | 4              | 0              | -           | -           | 32          | 2     |
| Torino              | Total             | Total             | 40          | 2     | 4              | 0              | 0           | 0           | 44          | 2     |
| Total de carreira   | Total de carreira | Total de carreira | 123         | 5     | 11             | 0              | 0           | 0           | 134         | 5     |

## Honras
Empoli
- Série B : 2020–21

Individual
- Jogador de Futebol do Ano da Série B : 2020–21 [9]